# Маркус Рюль
Маркус Рюль (нім. Markus Rühl; нар. 22 лютого 1972, Дармштадт, Німеччина) — професійний бодібілдер з Німеччини. Найбільша перемога — Ніч Чемпіонів 2002.

## Біографія
Маркус Рюль народився 22 лютого 1972 року в Дармштадті. Бодібілдингом Маркус почав займатися в 19 років за рекомендацією лікаря, коли під час гри в футбол Рюль отримав травму коліна. Через чотири роки, протягом яких Маркус тренувався по 6 днів на тиждень, Рюль зміг виступати на досить професійному рівні. Першу перемогу Рюль здобув на змаганнях у 1995 році. У 1997 році Рюль посів перше місце в німецькому національному чемпіонаті з бодібілдінгу, ставши першим німцем за всю історію бодібілдингу, який отримав статус професіонала Міжнародної Федерації бодібілдингу відразу ж після перемоги в національному чемпіонаті.
Маркус Рюль є володарем одних з найбільших плечей в історії бодібілдингу та одним з найсильніших нині живих культуристів (поряд з Ронні Коулменом і Джонні Джексоном).

## Антропометричні дані
- Зріст — 177 см;
- Змагальна вага — 124–128 кг
- Вага в міжсезоння — 143–146 кг
- Біцепс — 57-59 см;
- Грудна клітка — 148 см;
- Стегно — 79-84 см.

## Цікаві факти
«Атлетів розрізняють за тілобудовою, тому їх дуже важко порівнювати. Це як порівнювати апельсин і яблуко. Якщо це так, то Маркус Рюль — це справжній кавун серед бодібілдерів!» (Шон Рей).

## Виступи

### Перемоги
- Ніч Чемпіонів — 1 місце (2002);
- Toronto Pro — 1 місце (2000).